# Трифон Стоянов
Трифон Стоянов е български православен духовник, деец на българското църковно движение в Македония в края на XIX – началото на XX век.

## Биография
Роден е на 27 януари 1877 година в северния български македонски град Скопие, тогава в Османската империя. Завършва Цариградската духовна семинария. След това следва във Фрайбург, Германия. Работи като български учител в Малешевско, Скопско, Кумановско и в родния си Скопие. Служи като архиерейски наместник в Кочани. Докладите му от лятото на 1912 година са важен източник за Магарешките атентати. В 1913 година като архиерейски наместник в Кочани пише ценни доклади за терора на сръбските военни власти над българщината в района. По време на българската окупация през Първата световна война е архиерейски наместник в Прищина.
След Първата световна война се установява в Свободна България и от 1918 година е свещеник в Радомир и мина Перник.
В 1931 година е заедно с архимандрит Кирил Рилски, йеромонах доктор Йероним Стамов, епископ Иларион Нишавски и свещеник Христо Буцев е част от Делегацията на македонското духовенство, посетила серия столици в Европа и отправила петиция до Обществото на народите в Женева.